# Salticus confusus
Salticus confusus là một loài nhện trong họ Salticidae.
Loài này thuộc chi Salticus. Salticus confusus được Hippolyte Lucas miêu tả năm 1846.